# فرخ‌سیر میرزا نیرالدوله
فرخ‌سیر میرزا (زاده ۱۲۳۵ قمری، تهران – درگذشته ۱۲۸۰ قمری در تهران)، ملقب به نیرالدوله، شاهزاده قاجار و پسر فتحعلی‌شاه و تاج‌الدوله بود.
فرخ‌سیر میرزا در سال ۱۲۳۹ در سن چهارسالگی به حکومت همدان منصوب شد. چون در این سال میرزا ابوالقاسم قائم مقام فراهانی مورد غضب عباس میرزا واقع شده و از کار برکنار شده و به تهران بازگشته بود، تاج‌الدوله از فتحعلی‌شاه درخواست کرد که او را به وزارت فرخ‌سیر میرزا تعیین کرده و روانه همدان سازد. قائم‌مقام در همدان در خدمت نیرالدوله بود تا آنکه در اوایل دوره دوم جنگ ایران و روسیه مورد بخشش قرار گرفته، به آذربایجان نزد عباس میرزا بازگشت. پس از او به ترتیب میرزا محمدتقی قوام‌الدوله آشتیانی و حسن خان سالار به عنوان وزرای نیرالدوله در حکومت همدان خدمت نمودند. پس از درگذشت فتحعلی‌شاه، محمدشاه قاجار نیرالدوله را از حکومت همدان عزل کرد. وی مدتی در نجف نزد مادرش تاج‌الدوله به سر می‌برد و سپس در تهران سکونت گزید.